# Глиоксилатный цикл

Схема глиоксилатного цикла

Глиоксила́тный цикл, или глиоксила́тный шунт — анаболический путь, имеющийся у растений, бактерий, протистов и грибов, представляет собой видоизменённый цикл трикарбоновых кислот. Глиоксилатный цикл служит для превращения ацетил-СоА в сукцинат, который далее используется для синтеза углеводов. У микроорганизмов он обеспечивает утилизацию простых углеродных соединений в качестве источника углерода, когда более сложные источники, например, глюкоза, недоступны, а также может считаться одной из анаплеротических реакций цикла трикарбоновых кислот, восполняющей количества сукцината и малата. Считается, что у животных глиоксилатный цикл отсутствует (подтверждённое исключение составляют нематоды на ранних стадиях своего эмбриогенеза), однако в последние годы в некоторых тканях животных были обнаружены ключевые ферменты цикла — малатсинтаза и изоцитратлиаза.
Ферменты и реакции глиоксилатного цикла были открыты Хансом Корнбергом и Хансом Адольфом Кребсом.

## Механизм
У растений, некоторых беспозвоночных и некоторых микроорганизмов (в том числе бактерии Escherichia coli и дрожжей) ацетат может служить как источником энергии, так и предшественником фосфоенолпирувата, который далее используется для синтеза углеводов. У этих организмов ферменты глиоксилатного цикла катализируют превращение ацетата в сукцинат:
2 Ацетил-СоА + NAD+ + 2H2O → сукцинат + 2СоА + NADH + H+.
В ходе глиоксилатного цикла ацетил-СоА соединяется с оксалоацетатом с образованием цитрата, а цитрат превращается в изоцитрат, как и в цикле трикарбоновых кислот. Однако следующим шагом является не отщепление от изоцитрата водорода ферментом изоцитратдегидрогеназой, а расщепление изоцитрата на сукцинат и глиоксилат под дейстствием изоцитратлиазы. Механизм этой альдольной реакции показан ниже:
Глиоксилат после этого конденсируется со второй молекулой ацетил-СоА, образуя малат под действием малатсинтазы, а сукцинат покидает цикл. Малат далее окисляется в оксалоацетат, который может соединиться с новой молекулой ацетил-СоА и начать новый оборот цикла. В ходе каждого оборота глиоксилатного цикла используются две молекулы ацетил-СоА и образуется одна молекула сукцината, который в дальнейшем может использоваться в биосинтетических процессах. Сукцинат может быть преобразован через фумарат и малат в оксалоацетат, который далее может превратиться в фосфоенолпируват под действием фосфоенолпируваткарбоксикиназы, а фосфоенолпируват в ходе глюконеогенеза даёт глюкозу. У животных глиоксилатный цикл не происходит, и в связи с этим они неспособны получать глюкозу из липидов (ацетил-СоА образуется при β-окислении жирных кислот).

## Функции у различных организмов

### Растения

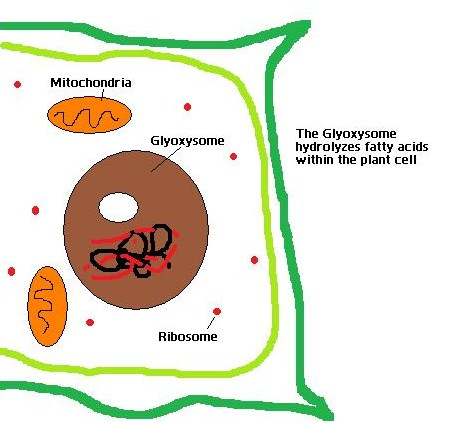
Глиоксисома

У растений ферменты глиоксилатного цикла находятся в мембраносвязанных органеллах — глиоксисомах, представляющих собой специализированные пероксисомы (названы по протекающему в них циклу). Ферменты, одновременно участвующие и в цикле трикарбоновых кислот, и в глиоксилатном цикле, имеют по два изофермента, один из которых локализуется в митохондриях, а другой — в глиоксисомах. Глиоксисомы не присутствуют постоянно во всех растительных тканях. Они образуются в богатых липидами семенах при их прорастании, ещё до того, как развивающееся растение сможет само образовывать глюкозу в ходе фотосинтеза. Кроме ферментов глиоксилатного цикла, в глиоксисомах находятся все ферменты, необходимые для деградации жирных кислот, запасённых в семенах. Ацетил-СоА, образующийся при β-окислении жирных кислот, превращается в сукцинат в ходе глиоксилатного цикла, и сукцинат транспортируется в митохондрии, где он вовлекается в цикл трикарбоновых кислот и превращается в малат. Цитозольный изофермент малатдегидрогеназы окисляет малат до оксалоацетата, который в свою очередь может превратиться в фосфоенолпируват. Последний вовлекается в глюконеогенез и даёт в конечном итоге глюкозу. Таким образом, прорастающее семя может переводить углерод, запасённый в липидах, в глюкозу.

### Грибы и микроорганизмы
У грибов ферменты глиоксилатного цикла локализуются в пероксисомах. У некоторых патогенных грибов глиоксилатный цикл может служить для совершенно других целей. Концентрация двух ключевых ферментов цикла — изоцитратлиазы и малатсинтазы — значительно возрастает при контакте гриба с человеком, которого этот гриб поражает. У некоторых видов таких грибов мутанты, лишённые изоцитратлиазы, имеют сниженную вирулентность по сравнению с диким типом, как показали исследования на мышах. Причины такой связи в настоящий момент исследуются, однако можно заключить, что глиоксилатный цикл необходим для поддержания вирулентности этих патогенов.
Согласно новейшим данным, у растений и грибов ферменты глиоксилатного цикла локализованы не только внутри глиоксисомы: некоторые из них находятся снаружи, поэтому протекание глиоксилатного цикла включает транспорт некоторых его промежуточных соединений через мембрану пероксисомы.
Благодаря наличию глиоксилатного цикла некоторые микроорганизмы могут расти в среде, содержащей ацетат или жирные кислоты в качестве единственного источника углерода.

### Животные
Принято считать, что животные неспособны к осуществлению глиоксилатного цикла, поскольку до недавнего времени не было никаких доказательств наличия у них двух ключевых ферментов цикла — изоцитратлиазы и малатсинтазы. Однако некоторые исследования показывают, что этот цикл имеется у некоторых, если не всех, позвоночных. В частности, некоторые исследования показали, что компоненты глиоксилатного цикла присутствуют в больших количествах в печени курицы. Эти и подобные им данные дают основания предполагать, что теоретически глиоксилатный цикл может осуществляться и более сложно организованными позвоночными. Другие исследования приводят доказательства того, что глиоксилатный цикл имеется у некоторых насекомых и морских беспозвоночных, а также нематод (в последнем случае наличие глиоксилатного цикла чётко подтверждено). Впрочем, другие исследования такие выводы опровергают. По поводу наличия цикла у млекопитающих также нет единого мнения: например, в одной работе указывается, что глиоксилатный цикл активен у медведей в зимней спячке, однако более поздние исследования оспаривают этот вывод. С другой стороны, в геномах плацентарных млекопитающих не было идентифицировано ни одного гена, который кодировал бы изоцитратлиазу и малатсинтазу, хотя, по-видимому, малатсинтаза может быть активна у неплацентарных млекопитающих и других позвоночных. Более того, предполагается, что гены, кодирующие эти ферменты, у млекопитающих находятся в виде псевдогенов, то есть такие гены не совершенно отсутствуют у млекопитающих, а лишь находятся в «выключенном» состоянии. Возможно, в регуляцию глиоксилатного цикла у позвоночных вовлечён витамин D.
Впрочем, в отсутствии глиоксилатного цикла в клетках млекопитающих есть и свои выгоды. Наличие глиоксилатного цикла у некоторых патогенных микроорганизмов и отсутствие его у людей даёт возможности для создания антибиотиков, блокирующих это цикл: они были бы губительны для зависимых от глиоксилатного цикла микроорганизмов и при этом безвредны для людей.

## Регуляция
В прорастающих семенах ферментативные превращения дикарбоновых и трикарбоновых кислот происходят в трёх внутриклеточных компартментах: митохондриях, глиоксисомах и цитозоле. Между этими компартментами существует постоянный обмен метаболитами (см. внешнее изображение).
Углеродный скелет оксалоацетата из цикла трикарбоновых кислот (протекает в митохондриях) переносится в глиоксисомы в форме аспартата. Там аспартат превращается в оксалоацетат, который конденсируется с ацетил-СоА, образовавшимся при окислении жирных кислот. Образующийся при этом цитрат под действием аконитазы переводится в изоцитрат, который далее распадается на глиоксилат и сукцинат под действием изоцитратлиазы. Сукцинат возвращается в митохондрию, где он вовлекается в цикл трикарбоновых кислот и превращается в малат, который переносится в цитоплазму и под действием цитозольной малатдегидрогеназы окисляется в оксалоацетат. В ходе глюконеогенеза оксалоацетат превращается в гексозы и сахарозу, которые могут доставляться в растущие корни и побег. Таким образом, во всех этих превращениях задействованы 4 различных биохимических процесса: окисление жирных кислот до ацетил-СоА (в глиоксисомах), глиоксилатный цикл (в глиоксисомах), цикл трикарбоновых кислот (в митохондрии) и глюконеогенез (в цитозоле).
Наличие общих метаболитов у этих процессов требует их координированной регуляции. Важнейшим из этих соединений является изоцитрат, служащий «точкой расхождения» глиоксилатного цикла и цикла трикарбоновых кислот. Изоцитратдегидрогеназа регулируется при помощи ковалентных модификаций: специфическая протеинкиназа фосфорилирует её и тем самым инактивирует. Эта инактивация приводит к тому, что изоцитрат не может далее участвовать в цикле трикарбоновых кислот и направляется в глиоксилатный цикл, где он становится предшественником для синтеза глюкозы. Фосфопротеинфосфатаза удаляет фосфорильную группу с изоцитратдегидрогеназы, вновь активируя фермент, и большая часть изоцитрата направляется в цикл трикарбоновых кислот, где из него извлекается энергия. Регуляторные ферментативные активности протеинкиназы и фосфопротеинфосфатазы осуществляются одним полипептидом.
Некоторые бактерии, в том числе E. coli, имеют в цитозоле полный набор ферментов гликосилатного цикла и цикла трикарбоновых кислот и поэтому могут расти на ацетате как единственном источнике углерода и энергии. Фосфопротеинфосфатаза, активирующая изоцитратдегидрогеназу, стимулируется промежуточными соединениями цикла трикарбоновых кислот и гликолиза, которые служат индикаторами того, что клетка в достаточной мере обеспечена энергией. Те же метаболиты подавляют протеинкиназную активность этого регуляторного полипептида. Поэтому накопление промежуточных продуктов центральных путей, обеспечивающих клетку энергией, свидетельствующее о нехватке энергии, активирует изоцитратдегидрогеназу. Когда концентрация этих веществ падает, свидетельствуя о достаточном снабжении исходными продуктами цикла трикарбоновых кислот, изоцитратдегидрогеназа инактивируется протеинкиназой.
Те же соединения гликолиза и цикла трикарбоновых кислот, которые активируют изоцитратдегидрогеназу, являются аллостерическими ингибиторами изоцитратлиазы. Когда скорость энергетического обмена достаточно высока, чтобы поддерживать концентрацию промежуточных соединений глиоксилатного цикла и цикла трикарбоновых кислот низкой, изоцитратдегидрогеназа инактивирована, а ингибирование изоцитратлиазы прекращается, и изоцитрат вовлекается в глиоксилатный цикл, где он будет использован для биосинтеза углеводов, аминокислот и других клеточных компонентов.

## Биоинженерия
В настоящее время большой интерес для биоинженеров представляет внедрение в млекопитающих тех метаболических путей, которые у них от природы отсутствуют. Одним из таких путей, которые биоинженеры пробовали внедрить в клетки млекопитающих, был глиоксилатный цикл. Интерес к нему был вызван увеличивающимися объёмами получения овечьей шерсти, для которого необходимо большое количество глюкозы. Если бы удалось внедрить это цикл овцам, то огромные запасы ацетата, имеющиеся в клетках, были бы использованы для получения глюкозы, а это, в свою очередь, позволило бы увеличить объёмы получаемой овечьей шерсти.
Из ДНК E. coli были выделены и секвенированы два гена, необходимых для глиоксилатного цикла: AceA, кодирующий изоцитратлиазу, и AceB, кодирующий малатсинтазу. После этого эти гены можно было успешно вставить в ДНК клеток культуры тканей млекопитающих, где они бы транскрибировались и транслировались в соответствующие ферменты без всякого вреда для самой клетки, обеспечивая тем самым возможность протекания глиоксилатного цикла. Однако внедрить таким образом этот путь в трансгенных мышей оказалось непросто. Хотя эти гены и экспрессировались в клетках печени и тонкой кишки, уровень их экспрессии был невысок и нестабилен. Чтобы решить эту проблему, можно было бы слить эти гены с промоторами, чтобы увеличить уровень их экспрессии и сделать её возможной и в таких клетках, как эпителиальные.
Однако попытки внедрения цикла в более сложно организованных животных, в частности, овец, не увенчались успехом. Это может говорить о том, что высокий уровень экспрессии генов глиоксилатного цикла привёл бы к губительным последствиям для клетки. Определённую пользу для внедрения глиоксилатного цикла в клетки млекопитающих, возможно, принесло бы терапевтическое клонирование, которые дало бы исследователям возможность проверить функциональную интеграцию генов цикла в геноме до внедрения непосредственно в организм.